# Angursa bicuspis
Angursa bicuspis är en djurart som tillhör fylumet trögkrypare, och som beskrevs av Pollock 1979. Angursa bicuspis ingår i släktet Angursa och familjen Halechiniscidae.

## Underarter
Arten delas in i följande underarter:
- A. b. bicuspis
- A. b. abyssalis
- A. b. clavifera